# Coupe de la Reine de handball
La Coupe de la Reine de handball (en espagnol : Copa de la Reina de Balonmano) est une compétition de clubs féminins par élimination directe qui se déroule chaque année en Espagne. 
L'Íber Valencia/L'Eliana/Sagunto est le plus titré avec 20 coupes remportées tandis que le BM Bera Bera est en 2025 le triple tenant du titre.

## Palmarès
| Saison    | Lieu                  | Vainqueur                   | Finaliste                       | Score   |
| --------- | --------------------- | --------------------------- | ------------------------------- | ------- |
| 1979–1980 | Huelva                | Castelldefels               | Íber Valencia                   | 15–11   |
| 1980–1981 | Úbeda                 | Íber Valencia               | Ayete                           | 22–10   |
| 1981–1982 | Castellón             | Íber Valencia               | Zaragoza                        | 25–13   |
| 1982–1983 | Leganés               | Íber Valencia               | Leganés                         | 21–16   |
| 1983–1984 | Tolède                | Íber Valencia               | Hernani                         | 23–13   |
| 1984–1985 | Valence               | Íber Valencia               | Mades Onda                      | 24–09   |
| 1985–1986 | Hernani               | Íber Valencia               | Mades Onda                      | 16–15   |
| 1986–1987 | Castelldefels         | Íber Valencia               | Mades Onda                      | 17–16   |
| 1987–1988 | Las Rozas             | Íber Valencia               | Leganés                         | 19–18   |
| 1988–1989 | Valence               | Íber Valencia               | Mades Onda                      | 28–15   |
| 1989–1990 | Getafe                | Constructora Estellés       | Universidad de Valladolid       | 21–17   |
| 1990–1991 | Las Palmas            | Íber Valencia               | Pegaso                          | 20–19   |
| 1991–1992 | Riba-roja de Túria    | Íber Valencia               | Constructora Estellés           | 24–23   |
| 1992–1993 | Pinto                 | Mar Valencia                | Corteblanco Bidebieta           | 29–21   |
| 1993–1994 | Leganés               | Mar Valencia                | Leganés                         | 32–22   |
| 1994–1995 | Leganés               | El Osito L'Eliana           | Leganés                         | 26–25   |
| 1995–1996 | Saint-Sébastien       | El Osito L'Eliana           | Corteblanco Bidebieta           | 28–23ap |
| 1996–1997 | Elda                  | El Osito L'Eliana           | Corteblanco Bidebieta           | 33–21   |
| 1997–1998 | L'Eliana              | El Osito L'Eliana           | El Ferrobús Mislata             | 28–20   |
| 1998–1999 | L'Eliana              | Milar L'Eliana              | Alsa Elda Prestigio             | 34–22   |
| 1999–2000 | Almería               | Milar L'Eliana              | El Ferrobús Mislata             | 30–25   |
| 2000–2001 | L'Eliana              | Ferrobús KU Mislata         | El Osito L'Eliana               | 21–20   |
| 2001–2002 | Telde                 | Alsa Elda Prestigio         | Ferrobús Mislata                | 33–31   |
| 2002–2003 | L'Eliana              | Ferrobús Mislata            | El Osito L'Eliana               | 26–22   |
| 2003–2004 | Elda                  | Ferrobús Mislata            | El Osito L'Eliana               | 32–30   |
| 2004–2005 | Vícar                 | Orsan Elda Prestigio        | Astroc Sagunto                  | 27–26   |
| 2005–2006 | León                  | Cementos La Unión Ribarroja | Akaba Bera Bera                 | 27–26   |
| 2006–2007 | L'Eliana              | Akaba Bera Bera             | Cementos La Unión Ribarroja     | 25–22   |
| 2007–2008 | Estella-Lizarra       | Parc Sagunto                | Akaba Bera Bera                 | 33–27   |
| 2008–2009 | Monòver               | Akaba Bera Bera             | Prosolia Gaviota Elda Prestigio | 25–19   |
| 2009–2010 | León                  | Itxako Reyno de Navarra     | Mar Alicante                    | 35–29   |
| 2010–2011 | Telde                 | Itxako Reyno de Navarra     | Elda Prestigio                  | 29–21   |
| 2011-2012 | Altea                 | Asfi Itxako                 | Bera Bera                       | 35–26   |
| 2012-2013 | Porriño/A Guarda      | Bera Bera                   | BM Remudas                      | 25–24   |
| 2013-2014 | Alcobendas            | Bera Bera                   | BM Remudas                      | 26–21   |
| 2014-2015 | Castellón de la Plana | BM Remudas                  | Bera Bera                       | 20–19   |
| 2015-2016 | Porriño/A Guarda      | Bera Bera                   | BM Zuazo                        | 33–17   |
| 2016-2017 | Porriño/A Guarda      | BM Remudas                  | Bera Bera                       | 27–26   |
| 2017-2018 | Málaga                | BM La Calzada               | Bera Bera                       | 20–17   |
| 2018-2019 | Barakaldo             | Bera Bera                   | BM Aula Valladolid              | 30–17   |
| 2019-2020 | Alhaurín de la Torre  | Rincón Fertilidad Málaga    | CB Elche                        | 24–20   |
| 2020-2021 | Telde                 | CB Elche                    | BM Aula Valladolid              | 32–26   |
| 2021-2022 | Saint-Sébastien       | CBF Málaga Costa del Sol    | Atlético Guardés                | 33–26   |
| 2022-2023 | Malaga                | BM Bera Bera                | BM Granollers                   | 31-25   |
| 2023-2024 | Saint-Sébastien       | BM Bera Bera                | BM Aula Valladolid              | 32-24   |
| 2024-2025 | Granollers            | BM Bera Bera                | CD Beti Onak                    | 30-21   |

## Titres par clubs
| Rang  | Clubs                          | Titres | Finales | Années |
| ----- | ------------------------------ | ------ | ------- | --- |
| 1     | Íber Valencia/L'Eliana/Sagunto | 20     | 5       | 1981, 1982, 1983, 1984, 1985, 1986, 1987, 1988, 1989, 1991 1992, 1993, 1994, 1995, 1996, 1997, 1998, 1999, 2000, 2008 |
| 2     | Bera Bera                      | 9      | 9       | 2007, 2009, 2013, 2014, 2016, 2019, 2023, 2024, 2025                                                                  |
| 3     | CB Amadeo Tortajada            | 5      | 5       | 1990, 2001, 2003, 2004, 2006                                                                                          |
| 4     | SD Itxako                      | 3      | 0       | 2010, 2011, 2012 |
| 5     | CBF Elda                       | 2      | 3       | 2002, 2005 |
| 6     | BM Remudas                     | 2      | 2       | 2015, 2017 |
| 7     | CBF Málaga Costa del Sol       | 2      | 0       | 2020, 2022 |
| 8     | CB Elche                       | 1      | 1       | 2021 |
| 9     | Esportiu Castelldefels         | 1      | 0       | 1980 |
| 9     | BM La Calzada                  | 1      | 0       | 2018 |
| 11    | CM Leganés BM                  | 0      | 4       | - |
| 11    | Mades Onda                     | 0      | 4       | - |
| 11    | BM Aula Valladolid             | 0      | 3       | - |
| 11    | ACD Ayete                      | 0      | 1       | - |
| 11    | BM Zaragoza                    | 0      | 1       | - |
| 11    | CB Hernani                     | 0      | 1       | - |
| 11    | Universidad de Valladolid      | 0      | 1       | - |
| 11    | EMT Pegaso                     | 0      | 1       | - |
| 11    | CB Mar Alicante                | 0      | 1       | - |
| 11    | BM Zuazo                       | 0      | 1       | - |
| 11    | CB Atlético Guardés            | 0      | 1       | - |
| 11    | BM Granollers                  | 0      | 1       | - |
| 11    | CD Beti Onak                   | 0      | 1       | - |
| Total | Total                          | 46     | 46      | 1980-2025 |